# Дядечко Бунмі, який пам'ятає свої минулі життя
 «Дядечко Бунмі, який пам'ятає свої минулі життя» (тай. ลุงบุญมีระลึกชาติ — Лунг Бунмі ралуек чат; міжнародна назва англійською — Uncle Boonmee Who Can Recall His Past Lives) — копродукційний драматично-комедійний фільм-фентезі 2010 року поставлений тайським режисером Апічатпоном Вірасетакулом. Фільм здобув Золоту пальмову гілку 63-го Каннського кінофестивалю 2010 року .

## Сюжет
У центрі сюжету — історія головного героя Бунмі, який доживає останні дні свого життя, помираючи від хвороби нирок. Він вечеряє разом зі своєю родиною, і по ходу розвитку дії до нього приєднуються примара його дружини і син, що колись зник і тепер повернувся в нелюдському вигляді. Бунмі розмірковує про причини своєї хвороби, які пов'язані з його поганою кармою. Наприкінці фільму Бунмі знаходить печеру, де він народився вперше — там він хоче завершити своє нинішнє життя.

## У ролях
| • Танапат Сайсаймар     | … | Бунмі     |
| • Дженджира Понгпас     | … | Єн        |
| • Сакда Каевбуаді       | … | Тонг      |
| • Наттхакарн Апхайвонк  | … | Хуей      |
| • Геєрасак Калхонг      | … | син Бунмі |
| • Валлапа Монколпрасерт | … | принцеса  |
| • Канокпорн Тонгарам    | … | Рунг      |
| • Самуд Кагасанг        | … | Яай       |

## Знімальна група
- Автор сценарію — Апічатпон Вірасетакул
- Режисер-постановник — Апічатпон Вірасетакул
- Продюсери — Саймон Філд, Ганс Гайссендерфер, Кіт Гріффітс, Луїс Міньярро, Міхаєль Вебер,  Апічатпон Вірасетакул
- Оператори — Сайомбу Мукдеєпром, Юконторн Мінгмонгкон, Чарін Пенгпаніч
- Монтаж — Лі Чатаметікоол
- Художник-постановник — Акекарат Омлаор
- Художники по костюмах — Чатчай Шайон, Буангоен Нгамчароенпуттасрі

## Історія створення
При написанні сценарію автор фільму Апічатпон Вірасетакул спирався на історію реальної людини на ім'я Бунмі, яка колись жила в рідному місті режисера. Він стверджував, що під час медитацій міг згадати свої попередні життя. Настоятель місцевого монастиря Пхра Сріпаріяттеветі, вражений розповідями Буні, написав і опублікував у 1983 році книгу «Людина, яка могла згадати свої попередні життя». Вірасетакул узяв за основу лише саму концепцію та вигадав власний сюжет на її основі, зберігши ім'я головного героя. Іншим джерелом натхнення для режисера і сценариста стали старі тайські телепередачі й комікси з простими сюжетами і надприродними елементами.
Фільм був знятий в тайсько-британсько-французько-німецькій копродукції за підтримки Міністерства культури Таїланду. Зйомки проходили взимку 2009—2010 року, фільм знятий на 16-міліметрову плівку, що пов'язано з обмеженістю бюджетних коштів і з бажанням режисера стилізувати стрічку під класичні тайські фільми.

## Відгуки критиків
Після показу на Каннському кінофестивалі фільм зібрав позитивні відгуки міжнародної преси; відзначалося, що він помітно виділяється серед інших стрічок, що склали дуже слабкий для Канн конкурс. Сухдев Санду (The Daily Telegraph) писав, що «Дядечко Бунмі…» — це навіть не фільм, а цілий мінливий світ, деякі елементи якого так і залишаються для глядача невиразними і невловимими — що тільки додає фільму привабливості. Вірасетакулу, за словами Санду, вдається передати потойбічну суть місця, де відбувається дія, не вдаючись до пов'язаних зі Сходом штампів і загальних місць. Джонатан Розенбаум побачив «рідкісну гідність» цього фільму в тому, що він довіряє глядачеві самостійно вибрати будь-які пояснення того, що відбувається на екрані, а це можливо завдяки опорі режисера на магічний реалізм. Російський критик Андрій Плахов («Коммерсантъ») назвав фільм «Ні на що не схожою» казкою від головного відкриття світової режисури нульових років. «Бездоганний фестиваль зібрав бездоганне журі, яке вибрало переможцем бездоганний фільм. Це могло б зійти за казку, якби не було правдою», — так оцінив вибір каннського журі кінооглядач Financial Times.
У підсумковому рейтингу фільмів 2010 року, складеному спеціалізованим журналом «Cahiers du cinéma», тайський фільм з великим відривом зайняв перше місце. У рейтингу британського видання Sight & Sound каннського лауреата потіснила на друге місце голлівудська стрічка «Соціальна мережа».

## Нагороди та номінації
| Нагороди та номінації фільму «Дядечко Бунмі, який пам'ятає свої минулі життя» | Нагороди та номінації фільму «Дядечко Бунмі, який пам'ятає свої минулі життя» | Нагороди та номінації фільму «Дядечко Бунмі, який пам'ятає свої минулі життя» | Нагороди та номінації фільму «Дядечко Бунмі, який пам'ятає свої минулі життя» | Нагороди та номінації фільму «Дядечко Бунмі, який пам'ятає свої минулі життя» | Нагороди та номінації фільму «Дядечко Бунмі, який пам'ятає свої минулі життя» |
| Рік                                                                           | Кінофестиваль/кінопремія                                                      | Категорія/нагорода                                                            | Номінант                                                                      | Результат                                                                     |                                                                               |
| ----------------------------------------------------------------------------- | ----------------------------------------------------------------------------- | ----------------------------------------------------------------------------- | ----------------------------------------------------------------------------- | ----------------------------------------------------------------------------- | ----------------------------------------------------------------------------- |
| 2010                                                                          | Каннський міжнародний кінофестиваль                                           | Золота пальмова гілка                                                         | Дядечко Бунмі, який пам'ятає свої минулі життя                                | Перемога                                                                      |                                                                               |
| 2010                                                                          | Дубайський міжнародний кінофестиваль                                          | Премія Мур АзіяАфріка за найкращий фільм                                      | Дядечко Бунмі, який пам'ятає свої минулі життя                                | Номінація                                                                     |                                                                               |
| 2010                                                                          | Дубайський міжнародний кінофестиваль                                          | Премія Мур АзіяАфріка найкращому операторові                                  | Сайомбу Мукдеепром, Юконторн Мингмонгкон                                      | Перемога                                                                      |                                                                               |
| 2010                                                                          | Сіднейський кінофестиваль                                                     | Приз Sydney Film за найкращий фільм                                           | Дядечко Бунмі, який пам'ятає свої минулі життя                                | Номінація                                                                     |                                                                               |
| 2010                                                                          | Каталонький кінофестиваль міжнародний кінофестиваль у Сіджасі                 | Нагорода критиків за найкращий фільм                                          | Дядечко Бунмі, який пам'ятає свої минулі життя                                | Перемога                                                                      |                                                                               |
| 2010                                                                          | Асоціація кінокритиків Торонто                                                | Найкраща стрічка                                                              | Дядечко Бунмі, який пам'ятає свої минулі життя                                | Номінація                                                                     |                                                                               |
| 2010                                                                          | Асоціація кінокритиків Торонто                                                | Найкращий фільм іноземною мовою                                               | Дядечко Бунмі, який пам'ятає свої минулі життя                                | Перемога                                                                      |                                                                               |
| 2011                                                                          | Азійська кінопремія                                                           | Найкращий фільм                                                               | Дядечко Бунмі, який пам'ятає свої минулі життя                                | Перемога                                                                      |                                                                               |
| 2011                                                                          | Міжнародний кінофестиваль у Чикаго                                            | Срібна пластина за найкращий міжнародний постер                               | Кріс Вейр                                                                     | Перемога                                                                      |                                                                               |
| 2011                                                                          | Асоціація кінокритиків Чикаго                                                 | Найкращий фільм іноземною мовою                                               | Дядечко Бунмі, який пам'ятає свої минулі життя                                | Номінація                                                                     |                                                                               |
| 2011                                                                          | Премія «Незалежний дух»                                                       | Найкращий іноземний фільм                                                     | Дядечко Бунмі, який пам'ятає свої минулі життя                                | Номінація                                                                     |                                                                               |